# Fevzi Tuncay
Fevzi Tuncay (Muğla, 1977. szeptember 14. –), török válogatott labdarúgókapus.
A török válogatott tagjaként részt vett a 2000-es Európa-bajnokságon.

## Sikerei, díjai
Beşiktaş
- Török kupagyőztes (1): 1997–98